# Charles Garnier
Charles Garnier (Paris, 6 de novembro de 1825 – Paris, 3 de agosto de 1898) foi um arquitecto francês. 

## Educação
Estudou em Louis-Hippolyte Lebas na École royale des Beaux-Arts de Paris a partir de 1842, e recebeu o Premier Grand Prix de Rome em 1848. A tese final tinha como título:"Un conservatoire des arts et métiers, avec galerie d'expositions pour les produits de l'industrie". A sua obra mais conhecida é a Ópera de Paris (1861-1874). Trata-se de uma das mais belas construções parisienses, expressando um esplendor retórico que foi mantido com o objetivo de demonstrar perfeitamente a arrogante autoconfiança e a força do gosto oficial da época em que a capital estava sendo reconstruída.

## Obras

### Em França
- Em Paris :
  - Palais Garnier
  - Théâtre Marigny (ex-Panorama de Marigny)
  - O círculo da livraria na boulevard Saint-Germain
  - O Hotel particular na rue du Docteur-Lancereaux (the "maison opéra")
  - Laje de Jacques Offenbach, Cemitério de Montmartre (1880)
  - Os Ateliers Berthier, na boulevard com o mesmo nome, e os anexos da opéra.

- Na Provença:
  - O casino e os banhos das termas de Vittel
  - A igreja de Chapelle-en-Thiérache
  - e Observatório de Nice (em colaboração com o engenheiro Gustave Eiffel)

### Estrangeiro
- No Monaco :
  - Opéra e Grand Hôtel de Paris em Monte Carlo